# 유코스
OJSC "유코스 오일 컴퍼니"(러시아어: OJSC Нефтяна́я Компа́ния Ю́КОС, IPA: [ˈjukəs])는 러시아의 산업 석유 및 가스 회사로 본사는 모스크바에 있다. 한때 러시아 최대의 민간 기업이자 석유 회사였으며, 2006년 유코스 사태와 관련해 파산당했다.
1993년 4월 15일 러시아의 국영 회사들을 통합해 설립된 국영 회사로 1995년 메나테프 은행의 미하일 호도르콥스키에게 매각되면서 민영화되었다.
이후 지속적인 인수 및 합병으로 2002년 리투아니아 제1의 석유회사를 인수하고 생산 및 정유 회사 자회사가 각 5개, 판매 자회사 12개로 규모를 늘려 2003년 러시아 최대의 석유 회사로 성장했다.
2002년 말 종업원 수는 10만 명, 매출액은 114억 달러, 순이익은 31억 달러였고 하루 생산량은 160억 배럴이었는데 이는 러시아 석유 생산량의 20%, 전 세계 석유 생산량의 2%에 달했다. 러시아 최초로 국제회계기준을 도입하는 등 서방 투자자들에게 러시아에서 가장 투명한 기업으로 인정받기도 했다.

## 유코스 사태와 파산
2003년 10월 유코스의 경영자던 미하일 호도르콥스키가 사기 및 횡령, 조세 포탈 등 7개 혐의로 급작스럽게 기소되었고, 2004년 4월 처음으로 34억 달러의 체납 세금을 강제 추징했고 곧이어 추가 세무조사를 통해 총 납세부담액은 240억 달러로 늘어났는데 이는 유코스의 매출액보다 많은 액수로, 정상적인 방법으로는 납부가 불가능한 금액이었다.
2004년 10월 구 소련의 중앙은행 총재 빅토르 게라시첸코가 새 사장으로 선임되었고 11월 핵심 자회사던 유간스크네프테가스가 러시아 국영 석유회사 가스프롬와 로스네프티의 바이칼 파이낸스그룹에 93억 7000만 달러에 매각되면서 유코스는 사실상 해체되었다.
2004년 유가가 세계 최고치를 경신해 러시아는 원유 수출을 통해 석유산업의 수익이 급증하였음에도 불구하고 유코스에 대한 탈세 혐의와 세금 추징, 자산동결 조치, 핵심 자회사의 매각조치 등으로 인해 투자가 감소하고 많은 자본이 이탈하였다.
게다가 석유기업들의 투자 감소에 따라 모스크바 나로드니 은행의 구매관리지수가 큰 폭으로 하락하는 등 부작용이 잇따랐고 유코스의 최고 경영진과 핵심 인물들이 신변 위협을 이유로 러시아를 빠져나갔다.
유스코는 결국 경영 공백, 추징금 부과, 핵심 자회사의 헐값 매각이라는 삼중고에 빠져 2006년 8월 1일 완전히 파산했고 남은 회사들은 석유 재벌 로만 아브라모비치의 시브네프트에 인수되었다.

## 같이 보기
- 수용권